# Доменико Тедеско
Доменико Тедеско (на италиански: Domenico Tedesco) е италиански треньор по футбол.

## Личен живот
Доменико Тедеско е роден в малкото градче Росано, но когато е на 2-годишна възраст семейството му емигрира в Германия.

## Кариера

### Кариера като футболист
Тедеско не е играл професионален футбол. Изявите му като футболист са с екипа на аматьорския тим Айхвалд, който играе в Крайслигата, деветото ниво на немския клубен футбол.

### Кариера като треньор
Започва треньорската си кариера в ДЮШ на Щутгарт. Между 2015 и 2017 година води юношеските формации на Хофенхайм. Първият мъжки отбор, който ръководи е Ерцгебирге, от март до юни 2017 г. От 1 юли 2017 година е старши треньор на Шалке 04.